# 706 هـ
706 هـ هي سنة في التقويم الهجري امتدت مقابلةً في التقويم الميلادي بين سنتي 1306 و1307.

## مواليد
- النقره كار